# クリスマス島 (オーストラリア)

クリスマス島

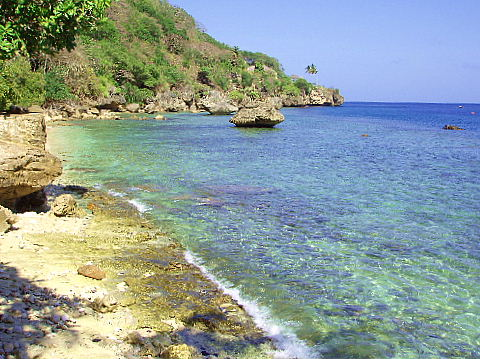
フライング・フィッシュ・コーブ

Territory of Christmas Island

地域の標語：なし
地域の歌：アドヴァンス・オーストラリア・フェア

クリスマス島 (Christmas Island) はインド洋にあるオーストラリア連邦領の島である。西オーストラリア州のパースの北西2360km、インドネシアのジャカルタの南500kmの南緯10度30分、東経105度40分に位置する。面積は 136km2で、その63パーセントが国立公園になっており、熱帯雨林で覆われている。人口は1,843人（2016年）。1888年にイギリス領となり、1958年にオーストラリア領となった。多数のアカガニが産卵期に島を埋め尽くすことで有名。

## 歴史
クリスマス島を発見した人物は、不詳である。17世紀はじめのイギリス、オランダの海図には記録があり、1615年2月3日にイギリス東インド会社のジョン・ミルウォードがトマス号で島を見出したのが最初の記録と考えられている。ピーター・グースが1666年に出版した地図にはモニ島として記載されている。島名の由来は、イギリス東インド会社のウィリアム・マイノースが、1643年12月25日（クリスマス）にロイヤル・メアリ号でこの島に到着したことによるが、彼は島には上陸しなかった。
1688年にウィリアム・ダンピアが、シグネット号で初めて島の西岸に上陸し、無人島であることが分かった。彼の記録によると、インドネシアからココス諸島に向かう際に東に流され、28日後に到着したとのことである。
1886年にはジャック・マクレアがフライング・フィッシュ号で来島、島の北東岸に上陸可能な入り江を発見してフライング・フィッシュ・コーブと名づけた。彼らは動植物も採取している。
島に最初に居住したのは、1888年に当時ココス諸島を支配していたジョン・クルーニーズ＝ロスと、その弟であるアンドリュー・クルーニーズ＝ロスらの一行である。彼らはココス諸島への木材等の供給を目的に、フライング・フィッシュ・コーヴに集落を作った。
1887年9月30日から約1週間、ペラム・アルドリッチはイジェリア号でクリスマス島を訪れた。同船に乗っていた自然科学者ジョセフ・ジャクソン・リスターは、多数の動植物および鉱物を採取した。自らもインドネシア周辺の調査を行った経験のある海洋学者ジョン・マレーは、リスターの採取したクリスマス島の土壌に良質のリン鉱が含まれていることを見出した。彼の働きかけに応じて、イギリス海軍は1888年6月6日に島のイギリス領への編入を宣言した。1891年、マレーとクルーニーズ＝ロスはイギリス政府から99年間のリン鉱採掘権を与えられ、1897年にクリスマス島リン鉱会社 (Christmas Island Phosphate Company) が設立された。1897年にはマーレー自身クリスマス島に渡り、調査により島の南部で新たな可採箇所を見つけている。リン鉱の輸出は1895年から始まり、1900年に大型貨物船による本格的な輸出が行われるようになり第二次世界大戦まで続いた。主な輸出相手国は日本、オーストラリア、ヨーロッパであった。当時の島はイギリス植民地政府とイギリスリン鉱委員会 (British Phosphate Commission) の共同統治となっていた。
1898年にはイギリス植民地政府の施策で、広東省などから約200名の中国人が採掘労働者として島に送り込まれたのを皮切りに、主に中国人、マレー人（ジャワ、アンボン出身）が採掘の労働力として島に送り込まれた。彼らは居住地を限定され、中国人はプン・サーン（Poon Saan、半山。山の中腹の意）地区、マレー人はカンポン（Kampong、村の意）地区に集められた。現在に至るまで、島の各地区は当時からの住み分けを色濃く反映している。
第二次世界大戦に入ると、島のリン鉱資源は日本の標的となった。1942年3月7日朝、島は日本軍・南雲機動部隊別働隊4隻（金剛型戦艦《榛名、金剛》、陽炎型駆逐艦《谷風、浦風》）の艦砲射撃を受け、同島守備隊は白旗を掲げた。その後、別働隊4隻は白旗を放置して島を去ったが、島内では抗戦を主張するイギリス人と、降伏を主張するリン鉱労働者との意見が分かれた。同31日、第十六戦隊（司令官原顕三郎少将）と第四水雷戦隊（司令官西村祥治少将）によるクリスマス島攻略作戦（軽巡洋艦3隻、駆逐艦3隻、哨戒艇2隻、輸送船2隻、油槽船1隻、上陸部隊850名）が実施される。降伏主張者はついにイギリス人5人を殺害して、島をあけ渡した（日本軍のクリスマス島占領）。日本軍はリン鉱の搬出を目論んだが、労働者たちのサボタージュにあい、また輸送貨物船が1943年に潜水艦の攻撃で撃沈されるなどして、同12月にはあらかた島を撤退した。

### 第二次大戦後
第二次世界大戦が終結した1945年、島はイギリスのシンガポール植民地の管轄下に編入されたが、オーストラリアの要請により実効的な主権はオーストラリアに委譲された。
1948年にはリン鉱採掘はオーストラリア、ニュージーランド両政府とイギリスリン鉱委員会の三者によって行われるようになり、事業の拡大に伴い、ココス島、シンガポール、マレーシアから多量の労働者を迎え入れた。1957年に、オーストラリアはシンガポール政府に対して290万ポンドを支払い、1958年10月1日、クリスマス島はオーストラリアの領地となった。現在も10月の第一月曜はテリトリー・デイとして島の祝日となっている。
1975年には、採鉱労働者の労働組合が初めて結成され、以後労働環境や労働者の生活改善が進んだ。会社は1981年にクリスマス島リン鉱採掘会社 (Phosphate Mining Company of Christmas Island; PMCI) となり、イギリスリン鉱委員会はオーストラリア、ニュージーランド両政府に採掘権を譲渡した。1980年、1982年には今後のリン鉱採掘についてのオーストラリア政府の諮問に対し、W. W. スウィートランドが業務を公営寄りにすべき旨答申を行った。これに沿って、会社は1985年に公社化されるとともに、島はより一層オーストラリアの影響下に入り、オーストラリアの税制、イギリス連邦の選挙制度が適用された。
一方で、1970年代にはリン鉱採掘による熱帯雨林破壊が問題となりだした。1980年に島の西部が国立公園に指定され、1986年、1989年にその地域が拡大された。こうした動きに加え、良質な可採リン鉱の減少、リンの市場価格低下によって、公社は1987年11月で採掘を休止した。これに対して労働組合が中心となり、1990年9月にリン鉱資源株式会社 (Phosphate Resources Limited; PRL) を設立し、雇用の確保に当たった。会社は2018年までのリン鉱のリースを公社から受けているが、2005年現在、新たな採掘は行わず、これまで加工されずに野積みされていた分を加工出荷している。
新たな雇用創出を目的として、政府はカジノリゾートを計画した。1993年にウォーターフォール地区に施設が完成し、航空会社の協力を得てオーストラリア本土、東南アジアからの集客を期待したが、結果的に失敗に終わった。
クリスマス島はオーストラリアで最もアジア寄りの土地のひとつであるため、1970年代からアジアの難民が漂着していた。1980年代には下火になるものの、1990年代には再度増加し、2001年にはタンパ号事件が起きた。これはノルウェーの貨物船タンパが、沈没しかけた船からアフガニスタン難民を主とする人々を救助した後、難民たちの要求でクリスマス島に入港を求めたが、オーストラリア政府に拒否された事件である。島民たちは難民受け入れに賛同したが、政府は特殊部隊により港を閉鎖し、結局、第三国への移送を決定した。難民たちはニュージーランドとナウルで難民認定の審査を受け、ニュージーランド、オーストラリア他の国に定住することとなった。なお、このように難民（オーストラリアからすると不法移民）をオーストラリアに入国させず、他国で難民審査を行うことを、パシフィック・ソリューション (Pacific Solution) と称している。2007年に就任したケビン・ラッド政権は政権公約に従いパシフィック・ソリューションを廃止し、2008年2月までに審査中の難民をオーストラリア国内に移送した。
この事件を契機として、2001年12月には島の西部マーレー・ヒルの鉱石採掘跡に応急処置的に非公式の受け入れ施設が作られたが、その規模が小さく設備も不十分であるため、政府は800人収容の受入審査施設 (Immigration Reception and Processing Centre) を計画し、クリスマス島移住受付処理センターを建設をした。
2020年2月3日にオーストラリア人を乗せた航空機が武漢を出発し、検疫が実施されるクリスマス島に到着した。

## 地理

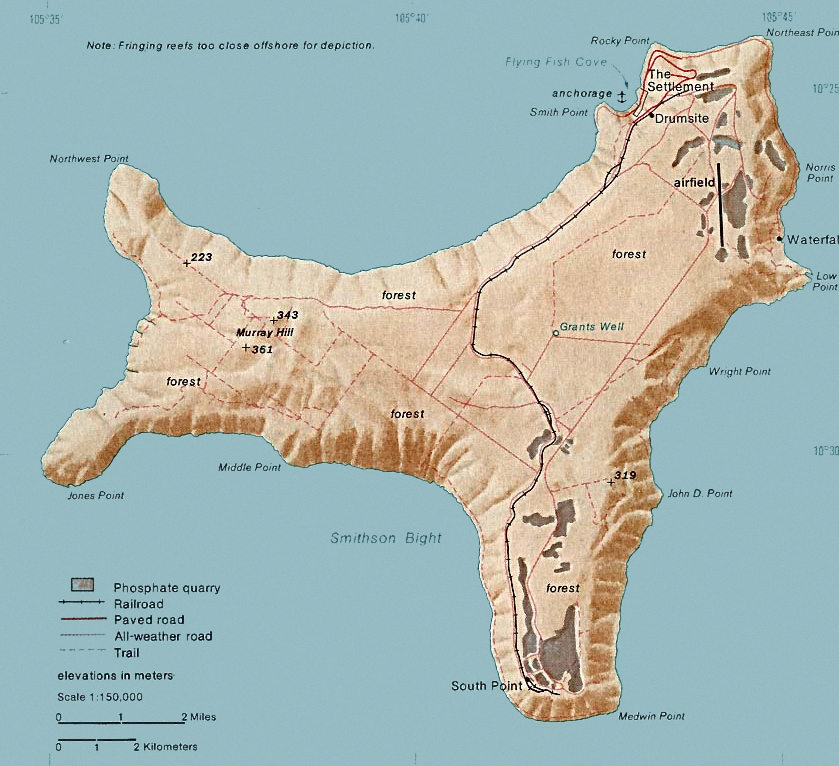
クリスマス島

クリスマス島

島は西オーストラリア海盆がジャワ海溝に落ち込む北端に位置し、島から東側にクリスマス海膨、西側にはココス島までヴェニング＝マイネス海山列が広がる。周囲の海底は約5000mであり、島棚は存在せず海岸から深海までが連続している。
中央部から北東、南、西の三方に張り出した形状をしており、東西約20km、南北に約17.5kmの広がりを有する。最高地点は西部のマーレー・ヒル (361m) である。その他同じく西部にジャックス・ヒル (349m)、南部にロス・ヒル (319m) がある。周囲約80km（CIA World Fact Bookによると138.9km）の海岸線は高さ10～20mの海食崖に囲まれており、船が着岸できる場所は限られている。海岸付近の海中はほとんどの部分で裾礁が発達している。一般に海岸から山へは急峻な斜面が標高約200mまで続き、途中に造礁サンゴの跡である、テラスと呼ばれる平坦な部分がいくつか認められる。島の上部は標高200～250mの比較的平坦な高台となっており、クリスマス島空港も高台にある。西端のカルスト地形の一部と東部沿海の湿地とマングローブの一部はラムサール条約登録地である。
約6千万年前の火山活動によって島の原型が形成され、約2千万年前に一度沈降してサンゴ礁に起因する石灰岩が堆積した。豊富に存在するリン鉱もこの当時堆積したと考えられている。約1千万年前に再び数度にわたる隆起によって現在見られる島が形成された。島の土壌は主にサンゴ由来の石灰岩であり、中性から弱塩基性である。一部火山岩が露出しているところもある。火山岩の部分では雨水が川を形成するが、石灰岩の部分では土壌に浸透して多数の鍾乳洞を形成している。
気候は熱帯モンスーン気候に属し、1972年から2004年までの統計で平均最高気温は4月の28.3℃、平均最低気温は8月の22.1℃である。年間平均降水量は2117mmで、11月から4月までの雨季と5月から10月までの乾季がある。エル・ニーニョが生じると、降雨量は減少する傾向がある。雨季は北西からのモンスーンが吹き、非常に蒸し暑く集中的な降雨がある。月平均最多降雨量は2月の351mm。乾季は南東からの貿易風が卓越して、比較的過ごしやすい。月平均最少降雨量は8月の44mmである。海洋性気候のため通年湿度が高く、平均して80～90%程度である。雨季には標高の高い所では霧が発生しやすい。また雨季にはサイクロンが付近を通過することはあるが、上陸した記録はない。
集落は全て島の北東部に位置する。
セトルメント地区
最も古くからの集落で、主に西欧系の人が居住する。警察、商店、郵便局等があり最近では中国系の人も居住している。西欧系の人の住居は地区北部のロッキー・ポイントに多い。
カンポン地区
主にマレー系の人々の居住地域で、フライング・フィッシュ・コーブのすぐ前に位置する。モスク、集合住宅、商店がある。
プン・サーン（半山）地区
主に中国系の人々の居住区。セトルメント地区から坂を上った標高約150mのところにあり、学校もここにある。
シルバー・シティ地区
1970年代から建設された、西欧系、中国系、マレー系の人々が混在する住宅街。プン・サーン地区の海寄りの見晴らしの良い高台にあり、アルミニウム等の金属素材を用いたサイクロンに耐え得る住宅が多いことから名付けられた。
ドラムサイト地区
プン・サーン地区の奥に位置し、主にリン鉱関連で働く西欧系、中国系の人が住む。パークス・オーストラリアの事務所があり、熱帯雨林再生プログラムのための育苗が行われている。
ISOによる地域区分コードはISO 3166-2:CXだが割り当てはない。

## 住民

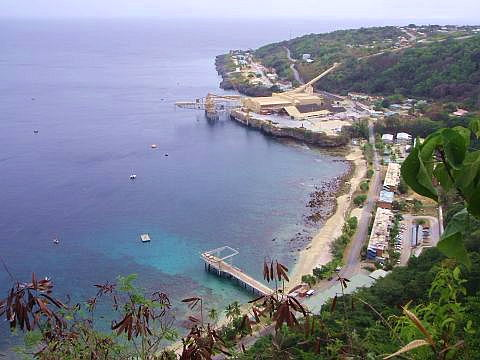
セトルメント地区を望む

### 人口
鉱山生産が最盛期であったころには、人口4000名程度にまで膨れたことがあるが、採掘が止まると人口流出が続いた。
2001年の調査によると、海外からの滞在者を除く人口1448名のうち男性が55%、女性が45%である。人口密度は11人/km²で、平均年齢は32歳、年齢構成は15歳未満が30.8%、15歳～64歳が65.6%、65歳以上が3.6%である。15歳から25歳にかけての年代が高等教育などのために島を離れるため、この年代の人数が非常に少ない。島の人口は大規模な建設事業によって大きく変動し、1990年代初頭のカジノ建設や、2005年の難民収容施設建設の際には実質2000人に達している。その後、シンガポール経由の空路がなくなり、カジノについては集客が望めず、閉鎖する事となった。

### 成員

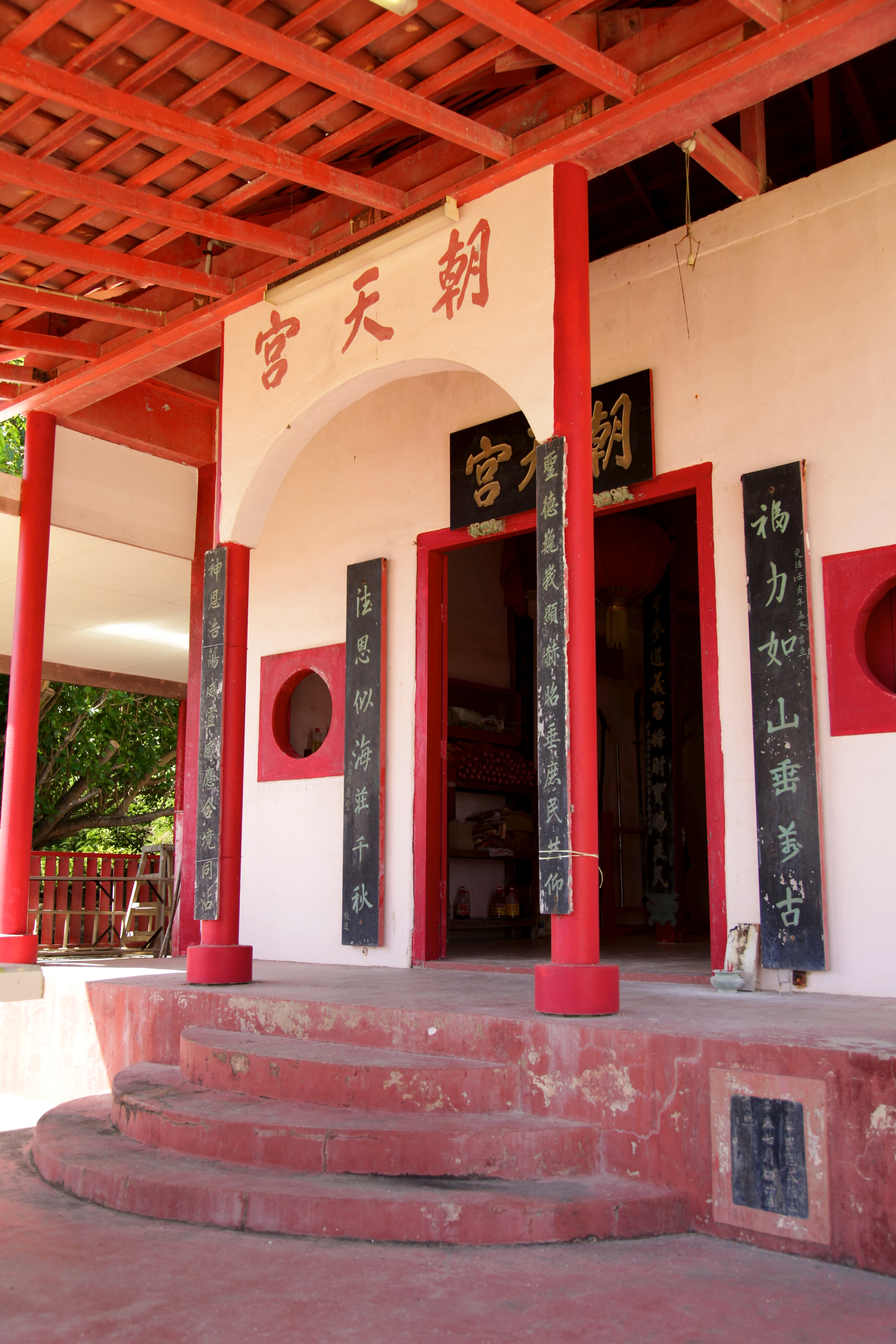
道教寺院

人口の約70%は華人であり、20%がヨーロッパ系、10%がマレー系である。
宗教は75%が仏教徒、12%がキリスト教徒、10%がイスラム教徒、2%が無宗教他である。
公用語は英語であるが、英語を主に用いている人は35%にとどまり、福建語を主とする人は44%、マレー語が10%、その他に広東語、潮州語、北京語、インドネシア語、タミル語などが用いられている。中国系、マレー系の若い年代では、学校での英語に加え家庭や友人の言語に身近で触れることにより、3か国語を自由に扱える人も少なくない。

## 行政
クリスマス島は、オーストラリア領内の非自治領であり、オーストラリア交通地域省 (Australian Department of Transport and Regional Services) によって統治されている。法体系は一般的なオーストラリア法の下にある。行政官はオーストラリア首相とは別にオーストラリア総督によって任命され、2019年7月1日よりデイヴィッド・ハーレイが総督を務めている。
オーストラリア政府は、行政官と交通地域省を通じ、連邦政府としての行政サービスを提供している。州レベルの自治体は無く、必要に応じてオーストラリア政府の経費負担で、西オーストラリア州によって行政サービスが提供されている。
一院制のクリスマス島地方議会があり、定員数は9名である。任期は4年であり、2年ごとに半数が改選される。
1986年に、クリスマス島議会は島の旗の公募を行い、当選したデザインが島の非公式旗として用いられている。
時差はUTC+7、インドネシアのスマトラ島、ジャワ島と同じで、パースからは-1時間、日本から-2時間。サマータイムは導入していない。

## 経済

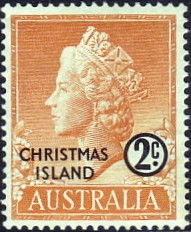
1958年発行の2セント切手

島の主たる産業はリン鉱の加工、出荷である。年間約60万トンを東南アジアおよびオーストラリア本土に出荷しており、その利益は採鉱権の支払いや採掘跡の植林事業にも充当されている。
2001年の産業構造は農林水産業が0.4%、鉱工業が20.3%、商業サービス業が79.3%である。鉱工業はほとんどが鉱業で、商業サービス業は行政、教育関連の割合が高い。世帯あたりの平均収入は週800～999オーストラリア・ドルである。
2001年6月には、オーストラリアの宇宙産業会社、アジア・パシフィック・スペース・センターがクリスマス島に人工衛星打上げ基地を計画し、島の南端サウス・ポイント周辺で施設を建設していた。2006年には初の打上げを予定しており、ロシアの衛星アウロラをはじめとし、年に数機の打上げを予定していた。基地の運用が海鳥等の自然環境に及ぼす影響は無視できないと考えられているが、一方では将来的に雇用が懸念される中での新産業として運用開始が期待されていた。なお、日本の無人宇宙往還実験機HOPE-Xの着陸実験場として計画されたのは、キリバスのキリスィマスィ島であり、クリスマス島とは無関係である。
失業率は8.1%であり、新たな産業としてレジャー・観光産業の他、難民受入れ施設の運用に当たって数百名の雇用創出が期待されている。
オーストラリアは島を軍事的要衝として評価し、手厚い援助を行って自治権の拡大も検討しているが、自然環境を護りつつ新たな産業を育成してゆくことが重要な課題となっている。
通貨はオーストラリア・ドルであり、銀行はセトルメント地区にウェストパック銀行の支店がある。オリジナル郵便切手の発行、販売は1958年から続いている。

## 交通

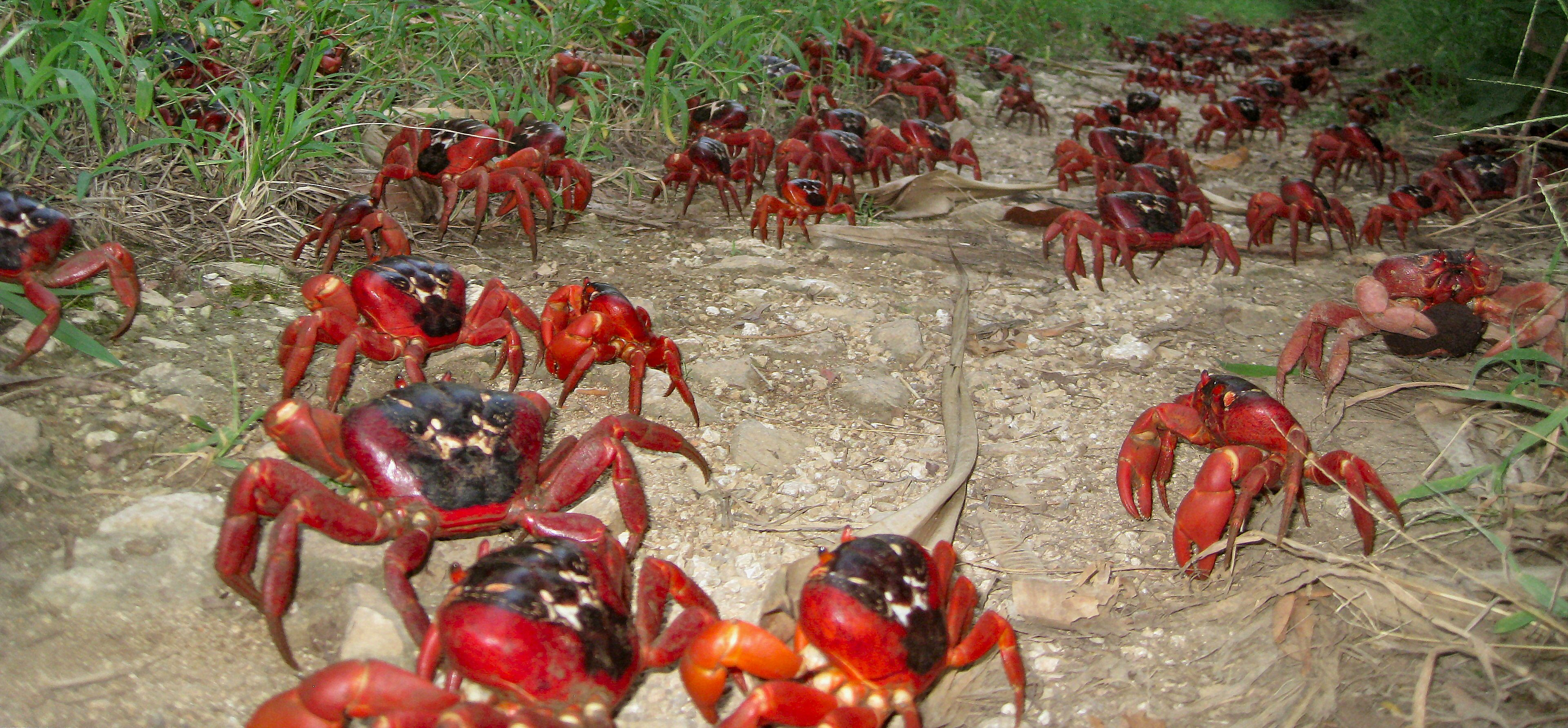
クリスマスアカガニの大移動

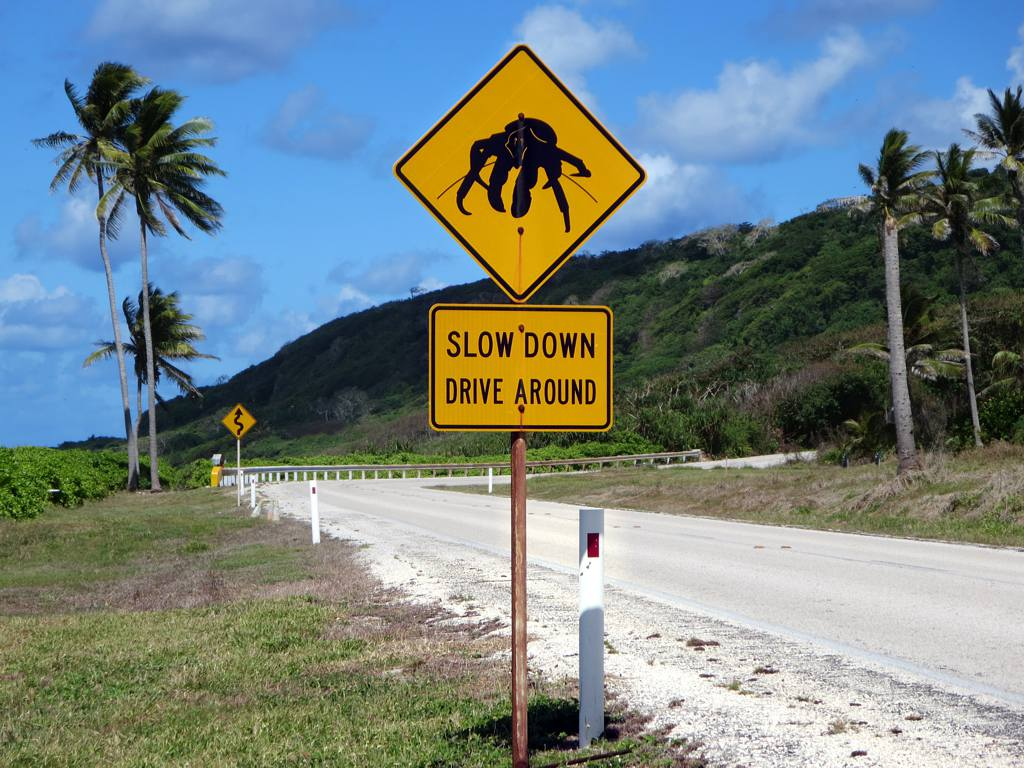
ヤシガニへの注意を促す道路標識

クリスマス島空港 - クアラルンプール、パース、ココスとの間に定期便があり、インドネシアなどからチャーター便が飛ぶ。

## 生物
クリスマス島には、以下の固有種または固有亜種が生息している。人間の開発、アシナガキアリなどの外来種の影響のため絶滅や絶滅の危機に瀕している種がある。
- クリスマスアカガニ
- ブルドッグネズミ：絶滅種 (EX)
- クリスマスアオバズク（英語版）：危急種 (VU)
- クリスマスミカドバト（英語版）：準絶滅危惧種 (NT)
- クリスマスメジロ（英語版）：準絶滅危惧種 (NT)
- Accipiter fasciatus natalis（英語版）：アカハラオオタカ（英語版）の亜種
- シロハラグンカンドリ（英語版）

他にはオヒルギ、チャセンシダ属のAsplenium listeri、ヤシガニ、オカガニ、モモグロカツオドリ、ジンベエザメ、ヤモリのLepidodactylus listeriおよびメクラヘビの1種のRamphotyphlops exocoetiも見られる。